# Triodonthea
Genre
Triodonthea est un genre de crustacés de la famille des Galatheidae.

## Liste d'espèces
Selon World Register of Marine Species (30 mai 2013) :
- Triodonthea setosa MacPherson & Robainas-Barcia, 2013